# St. Markus (Mariazell)

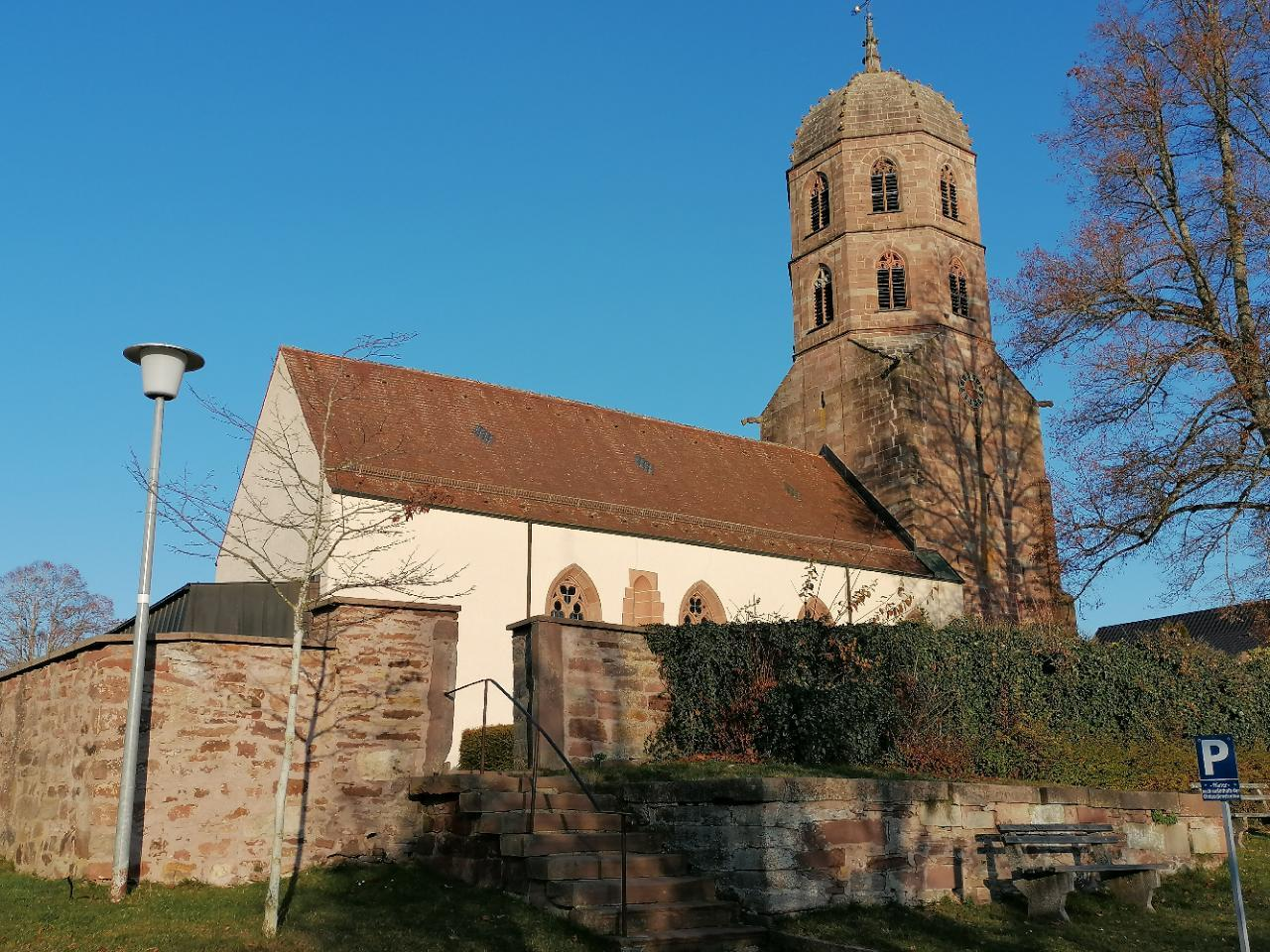
St. Markus in Mariazell

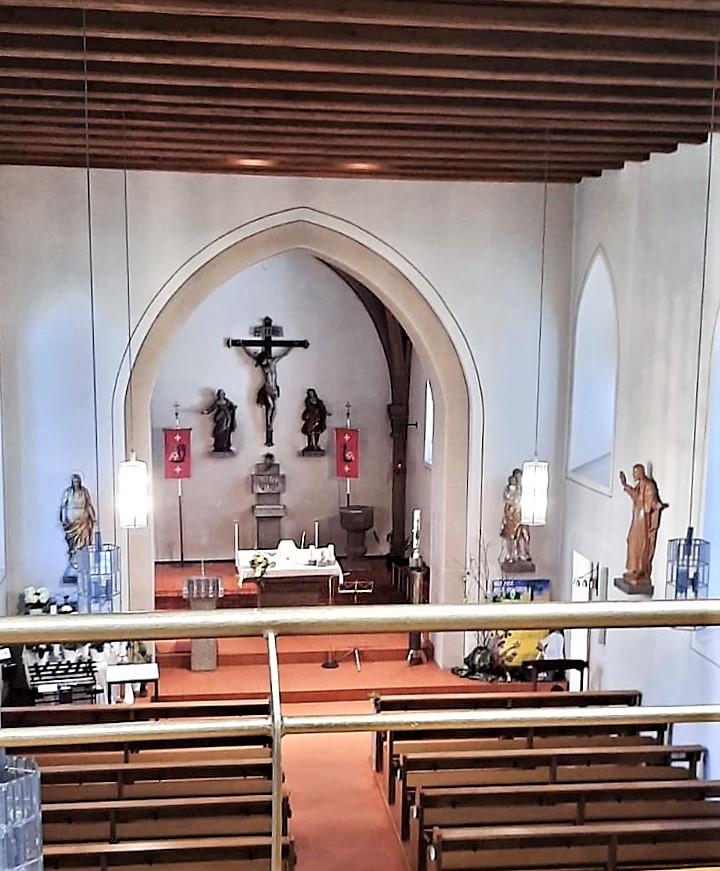
Innenansicht

Die römisch-katholische Pfarrkirche St. Markus steht in Mariazell, einem Ortsteil der Gemeinde Eschbronn im Landkreis Rottweil in Baden-Württemberg. Die Kirchengemeinde gehört zur Diözese Rottenburg-Stuttgart. Das Bauwerk ist beim Landesamt für Denkmalpflege Baden-Württemberg als Baudenkmal eingetragen.

## Beschreibung
Der im Kern romanische Chorturm im Osten des Langhauses wurde 1607/08 im gotischen Baustil überarbeitet, mit zwei achteckigen Geschossen oberhalb der Wasserspeier aufgestockt, mit Maßwerkfenstern versehen und mit einer steinernen Kuppel bedeckt. Das Langhaus wurde 1762 nach Westen verlängert.
Der Innenraum des Chors, das heißt das Erdgeschoss des Chorturms, ist mit einem Kreuzrippengewölbe überspannt. Die Orgel wurde als Opus 69 von der Gebr. Späth Orgelbau errichtet.